# Situația drepturilor omului în Albania
Problemele actuale privind drepturile omului în Albania includ violența în familie, cazuri izolate de tortură,  brutalitatea poliției, starea generală a penitenciarelor, traficul de persoane și de sex și drepturile LGBT.

## Traficul de ființe umane
A existat o creștere a gradului de conștientizare a traficului de ființe umane ca o problemă a drepturilor omului în Europa. Sfârșitul comunismului în Albania a contribuit la o creștere a traficului de persoane, majoritatea victimelor fiind femei forțate să se prostitueze.
Albania este și țara de origine și țara de tranzit pentru persoane, în principal femei și copii traficați în scopul exploatării sexuale. Guvernul albanez a acționat pentru a combate traficul de persoane, dar a fost criticat pentru că nu respectă pe deplin standardele minime pentru eliminarea traficului de persoane și pentru că nu a dezvoltat măsuri eficiente de protecție a martorilor.

## Tortura și omorul de către autorități
De la începutul anului 1994, Amnesty International a primit rapoarte de incidente în care membri ai poliției albaneze sunt acuzați că au maltratat oameni în arest sau detenție, iar unii chiar au murit din cauza acestui tratament.
Deținuții raportează frecvent că au suferit leziuni, cum ar fi vânătăi, dinți rupți sau tăieturi care au nevoie de tratament medical sau chiar internarea în spital. Unele cazuri de maltratare au constituit în tortură. Multe dintre aceste încălcări au fost îndreptate către membri sau simpatizanți ai Partidului socialiștilor (redenumit din partidul comunist). Alte victime sunt homosexuali, membri ai minorității grecești și foștilor deținuți politici. Urmărirea penală a ofițerilor de poliție pentru acte de tortură sau rele tratamente pare a fi rară.
De asemenea, Amnesty International menționează că tortura și relele tratamente aplicate deținuților sunt comune în Albania chiar și astăzi.

## Violența și discriminarea împotriva femeilor
Aproape 60% dintre femeile din mediul rural sunt supuse violenței fizice sau psihologice și aproape 8% sunt victime ale violenței sexuale. 
Ordinele de protecție sunt de multe ori încălcate.
În 2014, Comitetul Helsinki din Albania (AHC) a raportat că numărul de victime de sex feminin al omuciderilor este încă mare.
Comisarul pentru Protecția împotriva Discriminării și-a exprimat îngrijorarea cu privire la legea de înregistrare a familiei care discriminează femeile. Ca urmare, șefii de gospodării, care sunt în marea majoritate bărbați au dreptul de a schimba rezidența familiei fără a cere permisiunea partenerilor lor.

## Violența împotriva copiilor
În 2015, UNICEF a raportat că 77% dintre copii au fost supuși unor forme de pedeapsă violentă la domiciliu. Sute de copii sunt forțați să cerșească sau sunt supuși la alte forme de muncă forțată în țară și chiar în străinătate.

## Atacuri de răzbunare
Cel puțin 70 de familii se izolează singuare din cauza fricii de atacuri răzbunătoare.

## Încălcări ale drepturilor omului în minoritatea greacă
Drepturile omului în Albania sunt încălcate de către Guvern, care a atacat minoritatea greacă prin intermediul politiei și serviciilor secrete, conform organizațiilor pentru Drepturile Omului. Comunitățile grecești au fost atacate prin proiectele de dezvoltare și și-au văzut casele demolate în presupusul atac etnic asupra grecilor din Epirul de Nord care trăiesc în Sudul Albaniei,unde casele sunt demolate sistematic. De asemenea, potrivit Amnesty International au existat cazuri de maltratare către membri ai minorității grecești de către autorități.
De asemenea, minoritatea etnică greacă s-a plâns de refuzul guvernului de a recunoaște orașele etnice grecești din afara "zonelor minoritare" din epoca comunistă, pentru a utiliza greacă în documentele oficiale și publice, în semne publice sau pentru a include mai mulți greci în administrația publică. În 2008, guvernul a introdus câteva noi semne de circulație în districtul Himara scrise în albaneză și engleză, dar nu și greacă. Primarul etnic grec din Himara a dispus scoaterea acestor semne și guvernul l-a acuzat de distrugere a proprietății de stat.
Raportul anual al SUA din 2012 a menționat că apariția stridentelor grupuri naționaliste ca Alianța Roșie și Neagră (ARB) a crescut tensiunile etnice în grupurile minorității grecești.